# Salsola oppositifolia
Salsola oppositifolia là loài thực vật có hoa thuộc họ Dền. Loài này được Desf. miêu tả khoa học đầu tiên năm 1798.